# نوري المرادي
نوري المرادي سياسي وإعلامي، وُلد في 1 يوليو عام 1950. حصل على شهادة الدكتوراه الفيزياء الكيميائية، وحين كان يعمل في جامعة لوند السويدية. تعرض في أبريل 1990 إلى حادث سير فأحيل إلى التقاعد. عمل لمدة 10 أعوام في التدريس الجامعي في جامعات عدن باليمن، وعمر المختار بمدينة البيضاء، وجامعة البليدة الجزائر، جامعة لوند بالسويد. وقبل الدكتوراه عمل لمدة 5 أعوام مع الأمم المتحدة كنظير خبير الري في جمهورية اليمن الديمقراطية الشعبية.
كان عضوأ في الحزب الشيوعي العراقي وناطقاً باسمه حتى 1981. اشتهر بنزعته التهجمية وبمواقفه العدائية لكل من يخالفه الفكر من مؤيدي العملية السياسية في قنوات التلفزة ودعمه لتنظيم داعش الإرهابي. هاجم شخصيات سياسية ودينية شيعية بسبب تأيدهم للاحتلال الأمريكي للعراق وكان أشهرها من خلال برنامج الاتجاه المعاكس على قناة الجزيرة. نشرت له: الوجديات (شعر)؛ والمراجعة (نقد)؛ وقمر في الليل (رواية)؛ والخضرمّه (رواية)؛ وشنعار أرض اللاهوت ومدفن الأسرار (بحث في التوراة ومصادر قصصها).